# Rondibilis coreana
Rondibilis coreana es una especie de escarabajo longicornio del género Rondibilis, tribu Acanthocinini, subfamilia Lamiinae. Fue descrita científicamente por Breuning en 1974.

## Descripción
Mide 8-15 milímetros de longitud.

## Distribución
Se distribuye por Corea.